# Дурцово
Дурцо́во — село в составе Дмитриевского сельского поселения Галичского района Костромской области России.

## История
Согласно Спискам населённых мест Российской империи в 1872 году село Дурцево относилась к 1 стану Галичского уезда Костромской губернии. В нём числился 21 двор, проживало 55 мужчин и 74 женщины. В селе имелась православная церковь.
Согласно переписи населения 1897 года в Дурцево проживало 197 человек (86 мужчин и 111 женщин).
Согласно Списку населённых мест Костромской губернии в 1907 году деревня Дурцево относилась к Дурцовской волости Галичского уезда Костромской губернии. По сведениям волостного правления за 1907 год в ней числился 41 крестьянский двор и 249 жителей. В деревне имелась школа. Основными занятиями жителей деревни были малярный и плотницкий промыслы, сельскохозяйственные работы.
До муниципальной реформы 2010 года село входило в состав Пронинского сельского поселения.

## Население
| 2008 | 2010 | 2012 | 2014 |
| ---- | ---- | ---- | ---- |
| 0    | →0   | →0   | →0   |